# Пасько Денис Павлович
Денис Павлович Пасько (нар. 7 вересня 2005, Кривий Ріг, Україна) — український хокеїст. Срібний призер III зимових юнацьких Олімпійських ігор 2020 з хокею 3*3.

## Біографія
Учень Криворізької загальноосвітньої школи № 69, тренується у ДЮСШ № 1.

## Спортивна кар'єра
Бронзовий призер чемпіонату України серед юнаків 2018—2019 рр.
Срібний призер III зимових юнацьких Олімпійських ігор 2020 з хокею 3*3 зі змішаною командою «Red».